# Ludwig Esch
Ludwig Esch SJ (* 1. April 1883 in Köln; † 8. April 1956 in St. Andrä im Lavanttal) war ein deutscher Jesuit und Jugendführer.

## Leben
Er trat 1902 in die Gesellschaft Jesu ein und wurde 1914 zum Priester geweiht. Er war Bundesführer (1933–1939) des Bunds Neudeutschland.

## Schriften (Auswahl)
- Neudeutschland. Sein Werden und Wachsen. Saarbrücken 1927, OCLC 72187049.
- Maria im Leben der Jugend. Luzern 1944, OCLC 721174109.
- Neue Lebensgestaltung in Christus. Wege des jungen Menschen zur inneren Größe. Würzburg 1953, OCLC 1072883236.
- Jesus Christus, Lehrer und Meister. Das Leben des Herrn. Würzburg 1964, OCLC 456628487.